# Mecz Polska – Gwiazdy PLK 1999
Mecz Gwiazd – Polska – Gwiazdy PLK 1999 – towarzyski mecz koszykówki rozegrany 3 października 1999 roku w Gdańsku. W spotkaniu wzięli udział czołowi zagraniczni zawodnicy najwyższej klasy rozgrywkowej w Polsce oraz reprezentanci Polski. Przy okazji imprezy odbył się również konkurs rzutów za 3 punkty.
Powołani do udziału w spotkaniu
- Polska: Mariusz Bacik, Krzysztof Dryja, Marek Miszczuk, Paweł Szcześniak (Hoop Pekaes Pruszków), Andrzej Pluta, Mirosław Frankowski (Pogoń Ruda Śląska), Paweł Wiekiera (Komfort Forbo Stargard), Krzysztof Wilangowski (Brok Czarni Słupsk), Kordian Korytek (Cersanit Nomi Kielce), Daniel Blumczyński (Prokom Trefl Sopot), Tomasz Jankowski, Krzysztof Sidor (Bobry Bytom), Adam Wójcik, Maciej Zieliński, Rafał Bigus (Zepter Śląsk Wrocław)

Trener: Piotr Langosz, asystenci: Ryszard Poznański, Jerzy Chudeusz
- Obcokrajowcy: Raimonds Miglinieks, Marcus Timmons, Ted Jeffries, Edgars Sneps (Anwil Włocławek), Roberts Stelmahers, Joe McNaull (Śląsk Wrocław), Goran Savanović, Darius Maskoliunas (Prokom Trefl Sopot), Jerry Hester, Dejan Misković (Stal Ostrów), Isaiah Morris (Pogoń Ruda Śląska), John Taylor (Brok Czarni Słupsk)

Trener: Eugeniusz Kijewski, asystent: Ryszard Szczechowiak
Sędziowie: Grzegorz Bachański (Warszawa), Głogowski (Gdynia), Jakub Zamojski (Wrocław) 
Konkurs rzutów za 3 punkty
Zwycięzcą konkursu został Andrzej Pluta.

## Statystyki spotkania
| Polska – 86                      | Polska – 86                      | Polska – 86                      | 78 – Obcokrajowcy                | 78 – Obcokrajowcy                | 78 – Obcokrajowcy                | 78 – Obcokrajowcy                |
| Wynik I połowy spotkania – 43:32 | Wynik I połowy spotkania – 43:32 | Wynik I połowy spotkania – 43:32 | Wynik I połowy spotkania – 43:32 | Wynik I połowy spotkania – 43:32 | Wynik I połowy spotkania – 43:32 | Wynik I połowy spotkania – 43:32 |
| Zawodnik                         | Klub                             | Pkt                              | Zawodnik                         | Kraj                             | Klub                             | Pkt                              |
| -------------------------------- | -------------------------------- | -------------------------------- | -------------------------------- | -------------------------------- | -------------------------------- | -------------------------------- |
| Andrzej Pluta                    | Pogoń Ruda Śląska                | 27                               | Joe McNaull                      | Stany Zjednoczone                | Zepter Śląsk Wrocław             | 20                               |
| Maciej Zieliński                 | Zepter Śląsk Wrocław             | 13                               | Jerry Hester                     | Stany Zjednoczone                | Stal Ostrów Wielkopolski         | 20                               |
| Adam Wójcik                      | Zepter Śląsk Wrocław             | 13                               | Dejan Mišković                   | Chorwacja                        | Stal Ostrów Wielkopolski         | 10                               |
| Tomasz Jankowski                 | Bobry Bytom                      | 10                               | Derrick Hayes                    | Stany Zjednoczone                | Cersanit Nomi Kielce             | 8                                |
| Krzysztof Wilangowski            | Brok Czarni Słupsk               | 8                                | Marcus Timmons                   | Stany Zjednoczone                | Anwil Włocławek                  | 6                                |
| Daniel Blumczyński               | Prokom Trefl Sopot               | 6                                | Ted Jeffries                     | Stany Zjednoczone                | Anwil Włocławek                  | 5                                |
| Mirosław Frankowski              | Pogoń Ruda Śląska                | 5                                | Edgars Šneps                     | Łotwa                            | Anwil Włocławek                  | 4                                |
| Kordian Korytek                  | Cersanit Nomi Kielce             | 4                                | Roberts Stelmahers               | Łotwa                            | Zepter Śląsk Wrocław             | 2                                |
|                                  |                                  |                                  | Raimonds Miglinieks              | Łotwa                            | Anwil Włocławek                  | 1                                |